# Benjamin Shreve
Benjamin Shreve (* 7. März 1908 in Salem, Massachusetts; † 16. Juli 1985 in Bedford, Massachusetts) war ein US-amerikanischer Amateur-Herpetologe und Juwelier.

## Leben
Shreve war der Sohn von Benjamin Darland und Katharine Sanders Shreve. 1927 kam er als Student an die Harvard University, die er jedoch nach einem Jahr ohne Abschluss wieder verließ. Ab September 1930 arbeitete er in den ornithologischen und mammalogischen Abteilungen des Museum of Comparative Zoology (MCZ). 1931 wechselte er in die herpetologische Abteilung, wo er von Thomas Barbour, dem Direktor des Museums, mit der Identifikation der einkommenden Sammlungen von Reptilien und Amphibien beauftragt wurde. Sein Mentor war Arthur Loveridge, der Kurator der herpetologischen Abteilung des MCZ. Nach dem Tod seines Vaters im Jahr 1957 erbten Shreve und seine beiden jüngeren Brüder das Bostoner Juweliershaus Shreve, Crump & Low, das 1797 gegründet und von seinem Urgroßvater erworben wurde. Während Shreves Brüder im Geschäft arbeiteten, widmete er sich eher der Vogelbeobachtung. Benjamin Shreve lebte lange Zeit bei seiner Mutter, und als diese 1962 verstarb, heiratete er ihre Pflegerin Minerva C. Read. Er arbeitete nahezu 50 Jahre als Ehrenamtlicher für das Museum of Comparative Zoology. 1979 zog er sich aus gesundheitlichen Gründen ins Privatleben zurück.
Zwischen 1934 und 1968 war Shreve als Hauptautor oder Co-Autor an 33 wissenschaftlichen Papieren beteiligt. Die meisten waren kurze Erstbeschreibungen von Frosch-, Echsen- und Schlangentaxa. Ferner veröffentlichte er bedeutende Aufzeichnungen über Verbreitungsgebiete. 1938 erbrachte er den Nachweis, dass die Blumentopfschlange (Indotyphlops braminus) auch auf der westlichen Hemisphäre vorkommt. 1947 konnte er gemeinsam mit Arthur Loveridge die 1905 von James Douglas Ogilby beschriebene Schnappschildkrötenart Devisia mythodes, die angeblich vom Fly River in Neuguinea stammen sollte, als fehlbestimmtes Exemplar der nordamerikanischen Schnappschildkröte (Chelydra serpentina) identifizieren.
Shreve beschrieb 74 neue Arten und Unterarten vom Amphibien und Reptilien aus Lateinamerika und Südasien. Darunter waren 28 Frösche, 35 Echsen und elf Schlangen, womit Loveridges geographischer Fokus auf Afrika und Australien ergänzt wurde. 40 von Shreve beschriebene Taxa stammen von den Westindischen Inseln, insbesondere von Kuba, Bahamas, die Dominikanische Republik, Haiti sowie von den Turks- und Caicosinseln. Einige dieser Beschreibungen entstanden in Zusammenarbeit mit Thomas Barbour oder mit Ernest Edward Williams. Die übrigen 36 Taxa waren aus Bolivien, Kolumbien, Honduras, Mexiko, Panama, Paraguay, Venezuela, Ecuador, Peru sowie aus Burma und Ceylon. Da Shreve nie selbst Feldarbeit unternahm, beschrieb er ausschließlich Exemplare von externen Sammlern.

## Dedikationsnamen
Nach Benjamin Shreve wurden vier Reptilienarten und vier Froschlurche benannt. Diese sind:
- Dipsadoboa shrevei (Loveridge, 1932)
- Oreobates shrevei (Parker, 1935)
- Anolis shrevei (Cochran, 1939)
- Sphaerodactylus shrevei Lazell, 1961
- Dendrobates shrevei (heute ein Synonym von Andinobates minutus)
- Hyla shrevei (heute ein Synonym von Osteopilus wilderi)
- Anomaloglossus shrevei (Rivero, 1961)
- Pristimantis shrevei (Schwartz, 1967)